# Разъезд 335 км
Разъезд 335 км — упразднённый населённый пункт (тип: разъезд) в Карагандинской области Казахстана. Находился в подчинении городской администрации Жезказгана. Входил в состав Кенгирского сельского округа. Код КАТО — 351839907. Ликвидирован в 2010 г.

## Население
В 1999 году население разъезда составляло 13 человек (5 мужчин и 8 женщин). По данным переписи 2009 года, в разъезде проживало 5 человек (3 мужчины и 2 женщины).